# Brézilhac
 Brézilhac  (en occitano Bresilhac) es una población y comuna francesa, en la región de Languedoc-Rosellón, departamento de Aude, en el distrito de Limoux y cantón de Alaigne.

## Demografía
| 274        | 252 | 292 | 306 | 309 | 290 | 326 | 308 | 317 | 303 | 280 | 270 | 232 | 221 | 242 | 273 | 244 | 239 | 239 | 241 | 222 | 232 | 212 | 234 | 243 | 250 | 229 | 203 | 193 | 177 | 132 | 114 | 118 |
| (Fuente: ) |     |     |     |     |     |     |     |     |     |     |     |     |     |     |     |     |     |     |     |     |     |     |     |     |     |     |     |     |     |     |     |     |